# بیمارستان ماتریا
بیمارستان ماتریا که پیش‌تر با نام بیمارستان کریدل کالیکوت شناخته می‌شد، یک بیمارستان در کالیکوت، کرالا، هند است. این بیمارستان در سال ۲۰۱۰ توسط وی. کِی. کتی تأسیس شد و در زمینه زنان و زایمان و مراقبت‌های نوزادان تخصص دارد.
این بیمارستان در ۱۰ سال اول فعالیت خود، تولد ۱۵٬۰۰۰ نوزاد را ثبت کرده است. بیمارستان به ازای هر نوزادی که به دنیا می‌آید، یک نهال انبه به والدین هدیه می‌دهد. این سنت توسط تأسیس کننده بیمارستان آغاز شد، زیرا مادر وی ناراضی بود که برای ساخت بیمارستان درختان زیادی قطع شود.
این بیمارستان با رویکرد مدرن خود به مراقبت از زنان و کودکان، خدماتی مانند جراحی لاپاروسکوپی و خدمات تشخیصی ارائه می‌دهد. در سال ۲۰۱۵، بیمارستان کریدل کالیکوت یک اپلیکیشن سلامت موبایلی برای کمک به والدین در مدیریت نیازهای پیش از زایمان و مراقبت کودکان راه‌اندازی کرد.